# Isole Cook ai Giochi olimpici
Le Isole Cook hanno partecipato ai Giochi olimpici estivi a partire da Seoul 1988, senza mai conquistare medaglie. Sono l'unico dei tre paesi associati con la Nuova Zelanda a competere autonomamente ai Giochi olimpici (Niue e Tokelau competono ancora sotto la bandiera neozelandese). Nessun atleta delle Isole Cook ha mai preso parte ad un'edizione dei Giochi olimpici invernali.

## Medaglie alle Olimpiadi estive
| Giochi              | Oro | Argento | Bronzo | Totale |
| ------------------- | --- | ------- | ------ | ------ |
| Seul 1988           | 0   | 0       | 0      | 0      |
| Barcellona 1992     | 0   | 0       | 0      | 0      |
| Atlanta 1996        | 0   | 0       | 0      | 0      |
| Sydney 2000         | 0   | 0       | 0      | 0      |
| Atene 2004          | 0   | 0       | 0      | 0      |
| Pechino 2008        | 0   | 0       | 0      | 0      |
| Londra 2012         | 0   | 0       | 0      | 0      |
| Rio de Janeiro 2016 | 0   | 0       | 0      | 0      |
| Tokyo 2020          | 0   | 0       | 0      | 0      |
| Parigi 2024         | 0   | 0       | 0      | 0      |
| Totale              | 0   | 0       | 0      | 0      |